# 魯塞尼亞禮天主教帕塞伊克教區
魯塞尼亞禮天主教帕塞伊克教區（拉丁語：Eparchia Passaicensis Ruthenorum）是美國一個東儀天主教教區（魯塞尼亞禮），屬匹茲堡總教區。
教區成立於1963年7月6日，位於美國東部，教座位於新泽西州的帕塞伊克。
2009年有教友17,629人、八十四個堂區、八十三名司鐸。目前教區主教為Kurt R. Burnette。